# Џорџијанско краљевско позориште (Ричмонд)
54° 24′ 15″ С; 1° 44′ 17″ З / 54.40409° С; 1.73801° З
Џорџијанско краљевско позориште је историјско џорџијанско позориште у граду Ричмонду (енгл. Richmond), грофовија Северни Јоркшир, на северозападу Енглеске, у региону Јоркшир и Хамбер. Међу најстаријим је постојећим, британским позориштима. Џорџијанско краљевско позориште (Ричмонд) је укључено у европски културни пројекат, Европска рута историјских театара (Каналска рута).

## Историја
Позориште је изградио 1788. године глумац и менаџер Самјуел Батлер (енгл. Samuel Butler, 1750–1812) и његова прва супруга Трајфоза Батлер (енгл. Tryphosa Butler), рођена Брокхил (енгл. Brockhill). Ово позориште је било једно у низу његових позоришта, при чему су остала била лоцирана у: Беверлију (енгл. Beverley), Харогету (енгл. Harrogate), Кендалу (енгл. Kendal), Норталертону (енгл. Northallerton), Рипону (енгл. Ripon), Улверстону (енгл. Ulverston) и Витбију (енгл. Whitby), али данас ниједно од наведених не ради. После Трајфозине смрти 1797. године, Батлер се оженио Френсис Маријом Џеферсон (енгл. Francis Maria Jefferson). Након његове смрти, позориште је наставила да води његова удовица, а касније и њихов син, Самјуел Вилијам Батлер (енгл. Samuel William Butler). Редовне представе у позоришту извођене су све до 1830. године, након чега су постале ређе. Године 1848. зграда је претворена у аукцијску кућу. Џорџијанско краљевско позориште, поново је отворено 1963. године, захваљујући напорима непрофитног фонда. Проширено је 1996. године, а 2002. је прошло кроз велике рестаураторске радове, укључујући и изградњу музеја, који је поново отворен 2003. године. Позориште је у потпуности обновљено захваљујући успешној кампањи финансирања из маја 2013. године. Коначни прикупљени износ значајно је премашио првобитно очекивани, што је омогућило изградњу два бара, нове благајне и унапређење осталих објеката. Године 2016. новац који је завештао Пол Ајлс (енгл. Paul Iles) омогућио је позоришту да реновира постојећу зграду, која се сада користи као главни простор као и за пробе позоришта младих. У августу 2016. године отворен је Музеј Џорџијанског краљевског позоришта, који детаљно приказује историју позоришта и садржи артефакте из његове колекције. У оквиру музеја налази се и „Сцена у шуми“, за коју се верује да је најстарија преживела позоришна сценографија на свету. Насликана у радионици у Ројстону, Хертфордшир (енгл. Royston, Hertfordshire),  датирана је приближно на 1820. годину. Осим тога, након опсежне реновације обновљен је и Центар за учење „Пол Ајлс“. У позоришту су гостовали бројни познати уметници, међу којима су били и: прослављени глумац Едмунд Кин,  Дејм Агнес Сибил Торндајк - Лејди Касон (енгл. Dame Agnes Sybil Thorndike - Lady Casson), Џојс Ајрин Гренфел (енгл. Joyce Irene Grenfell) и Алан Бенет.

## Архитектура
Џорџијанско краљевско позориште у Ричмонду, један је од најзначајнијих примера малог провинцијског позоришта из 18. века у Великој Британији. Изграђено 1788. године од грубо тесаног пешчара, са кровом од камених плоча, неприметно се уклапа у околну архитектуру. Спољашњост је једноставна, без карактеристика које би указивале на његову функцију, што је у складу са локалним стилом тог доба. Унутрашњост позоришта карактерише пажљиво осмишљена декорација, обогаћена реконструисаним декоративним елементима, заснованим на историјским истраживањима. Плафон је осликан мотивом неба са облацима, док су зидови у боји камена и беж нијанси, са столаријом у плаво-зеленој боји. Оригинални елементи, попут украсних панела, грбова и руком осликаних детаља, детаљно су обновљени како би се очувала историјска аутентичност. Сценски простор је рестауриран са реконструисаним отворима у поду, са традиционалним сценским механизмима, који омогућавају извођење различитих сценских ефеката као и аутентичну репродукцију ефеката из 18. века. Расвета у позоришту је дизајнирана да што верније имитира оригиналну светлост свећа, укључујући лампе са стакленим заштитним цилиндрима што доприноси аутентичном доживљају историјске атмосфере током извођења представа. Захваљујући оригиналним архитектонским елементима: дрвеним ложама, руком осликаном плафону и зидним панелима у аутентичним бојама, посетиоци имају прилику да искусе позоришну уметност у амбијенту који верно одражава дух прошлости. Користећи историјске архивске материјале позоришта за референцу, гледалиште је враћено у првобитни изглед, док су модерна архитектонска решења довела до новог предњег дела зграде и просторија иза позорнице (енгл. backstage), укључујући нову благајну, свлачионицу, бар и фоаје.

## Џорџијанско краљевско позориште данас
Џорџијанско краљевско позориште у Ричмонду данас представља један од најочуванијих и најстаријих активних позоришних простора у Великој Британији, пружајући публици јединствен доживљај кроз комбинацију историјске аутентичности и савремене културне продукције. Захваљујући пажљивој рестаурацији и посвећености очувању његовог оригиналног изгледа, позориште наставља да функционише као жива сцена, али и као културно-историјски споменик који привлачи посетиоце из целог света. Једна од најупечатљивијих карактеристика позоришта јесте његова интимна атмосфера, која се постиже релативно малим капацитетом публике (око 200 седишта). Овакав простор омогућава ближи однос између извођача и публике, стварајући осећај учествовања у представи. Позориште данас редовно организује разноврстан програм који укључује класичне драме, савремене представе, као и музичке и поетске вечери. Посебна пажња посвећена је извођењима џорџијанске и викторијанске драме, чиме се публици омогућава да доживи позориште на начин сличан ономе како је функционисало у 18. и 19. веку. Поред тога, редовно се одржавају и други разни догађаји, укључујући: едукативне радионице, волонтерски дани отворених врата, књижевне групе, радионице за израду костима, предавања и дискусије са драмским уметницима и историчарима позоришта. Данас у оквиру позоришта делује и ради Џорџијанско краљевско позориште младих. Поред редовних позоришних активности, Џорџијанско краљевско позориште нуди и вођене туре за посетиоце. Ове туре омогућавају детаљан увид у историју позоришта, његову архитектуру и сценску технику. Посетиоци могу разгледати позорницу, ложу за племство, као и закулисне просторе, што им пружа прилику да стекну јаснију слику о функционисању позоришта у 18. веку. Такође, у оквиру позоришта се налази и музеј који приказује костиме, реквизите и друге артефакте из различитих периода његове историје. Осим тога, позориште  је често домаћин фестивала, концерата и специјалних програма који привлаче посетиоце различитих интересовања. Иако је првенствено познато по свом историјском значају, Џорџијанско краљевско позориште и даље игра виталну улогу у савременом културном животу града Ричмонда. Оно је важно средиште за локалну уметничку заједницу, пружајући простор за наступе младих уметника, независних позоришних трупа и разних културних догађаја.